# اکاسکا (داکوتای جنوبی)
اکاسکا(به انگلیسی: Akaska) شهری در ایالت داکوتای جنوبی کشور ایالات متحده آمریکا است که جمعیت آن در سرشماری سال ۲۰۱۰ میلادی، ۴۲ نفر بوده‌است.